# Wilhelm Flügge (Ingenieur)
Gottfried Wilhelm Flügge (* 18. März 1904 in Greiz; † 19. März 1990 in Los Altos) war ein deutscher Ingenieurwissenschaftler und Professor an der Stanford University.

## Leben
Flügge war der Sohn eines Pfarrers und ging in Dresden zur Schule. Nach dem Abitur 1921 studierte er Bauingenieurwesen an der TH Dresden mit dem Diplom 1925. Danach war er Assistent bei Kurt Beyer (einem Experten für Stahlbetonbau), bei dem er 1927 promoviert wurde. Danach war er 1927 bis 1930 in Wiesbaden und Leipzig in der Bauindustrie bei Dyckerhoff & Widmann, wo er sich mit damals neuartigen dünnen Betonschalenkonstruktionen beschäftigte. 1930 ging er an die Universität Göttingen, wo er sich 1932 habilitierte und Privatdozent wurde. Nach der NS-Machtübernahme 1933 wurde seine Universitätskarriere durch die Einstufung als politisch unzuverlässig praktisch beendet. 1938 ging er als Abteilungsleiter an die Deutsche Versuchsanstalt für Luftfahrt (DVL) nach Berlin, wo Irmgard Lotz die Abteilung Hydrodynamik leitete. An der DVL wandte er seine Kenntnis der Schalentheorie auf Flugzeugkonstruktionen an. Anfang 1944 ging er mit Irmgard Lotz, die er 1938 geheiratet hatte, und der übrigen Abteilung des DVL nach Saulgau. Nach dem Krieg arbeiteten sie zunächst ab 1947 in Paris für die französische ONERA (Office National d’Étude des Recherches Aéronautique). Auf Einladung von Stephen Timoshenko gingen beide 1949 an die Stanford University, wo Flügge Professor wurde und bis zu seiner Emeritierung blieb. Er arbeitete dabei eng mit seiner Frau zusammen. Irmtraud Lotz war zwar eine anerkannte Expertin für Hydrodynamik, konnte anfangs aus universitätspolitischen Gründen (Ehepaare konnten nicht beide Professuren haben) nur Dozentin in Stanford sein – erst 1961 wurde sie auch Professorin.
1933 war er einer der Gründer des Zentralblatts für Mechanik. Seine Statik und Dynamik der Schalen war zu ihrer Zeit ein Standardwerk.
1970 erhielt er die Von-Karman-Medaille und er erhielt die Worcester Reed Warner Medal der American Society of Mechanical Engineers.
Die Ehe mit Irmgard Lotz, die er schon in den 1930er Jahren in Göttingen kennenlernte, blieb kinderlos. Er war der Bruder von Siegfried Flügge.

## Schriften
- Statik und Dynamik der Schalen, Springer Verlag 1934, 2. Auflage 1957, 3. Auflage 1962, Reprint 1981,
  - Englische Ausgabe: Stresses in Shells, Springer Verlag 1960, 1973
- Viscoelasticity, Blaisdell 1967, 2. Auflage, Springer Verlag 1975
- als Herausgeber und Mitautor: Handbook of engineering mechanics, McGraw Hill 1962
- Festigkeitslehre, Springer Verlag 1967
- Tensor analysis and continuum mechanics, Springer Verlag 1972